# Площадь Ленина (Элиста)
Площадь Ле́нина является главной площадью Элисты. Названа в честь В. И. Ленина, которому на площади установлен памятник работы скульпторов М. и О. Манизеров. Площадь расположена на пересечении улиц Ленина и Пушкина.

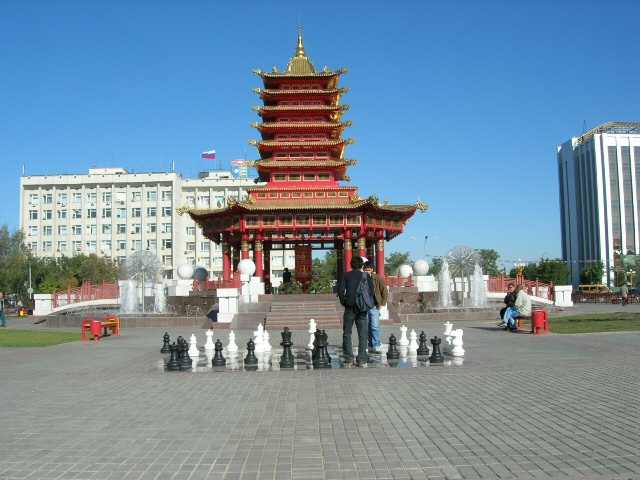
Площадь Ленина, на заднем плане — мэрия Элисты

Нумерация зданий на площади Ленина осуществляется по улице Пушкина. На площади Ленина расположены Дом Правительства Республики Калмыкия (ул. Пушкина, 18), Национальный архив (ул. Пушкина, 9А), 1-й корпус Калмыцкого университета, напротив площади — на улице Ленина расположено здание мэрии Элисты и Федерации профсоюзов Калмыкии (улица Ленина, 249).

## История

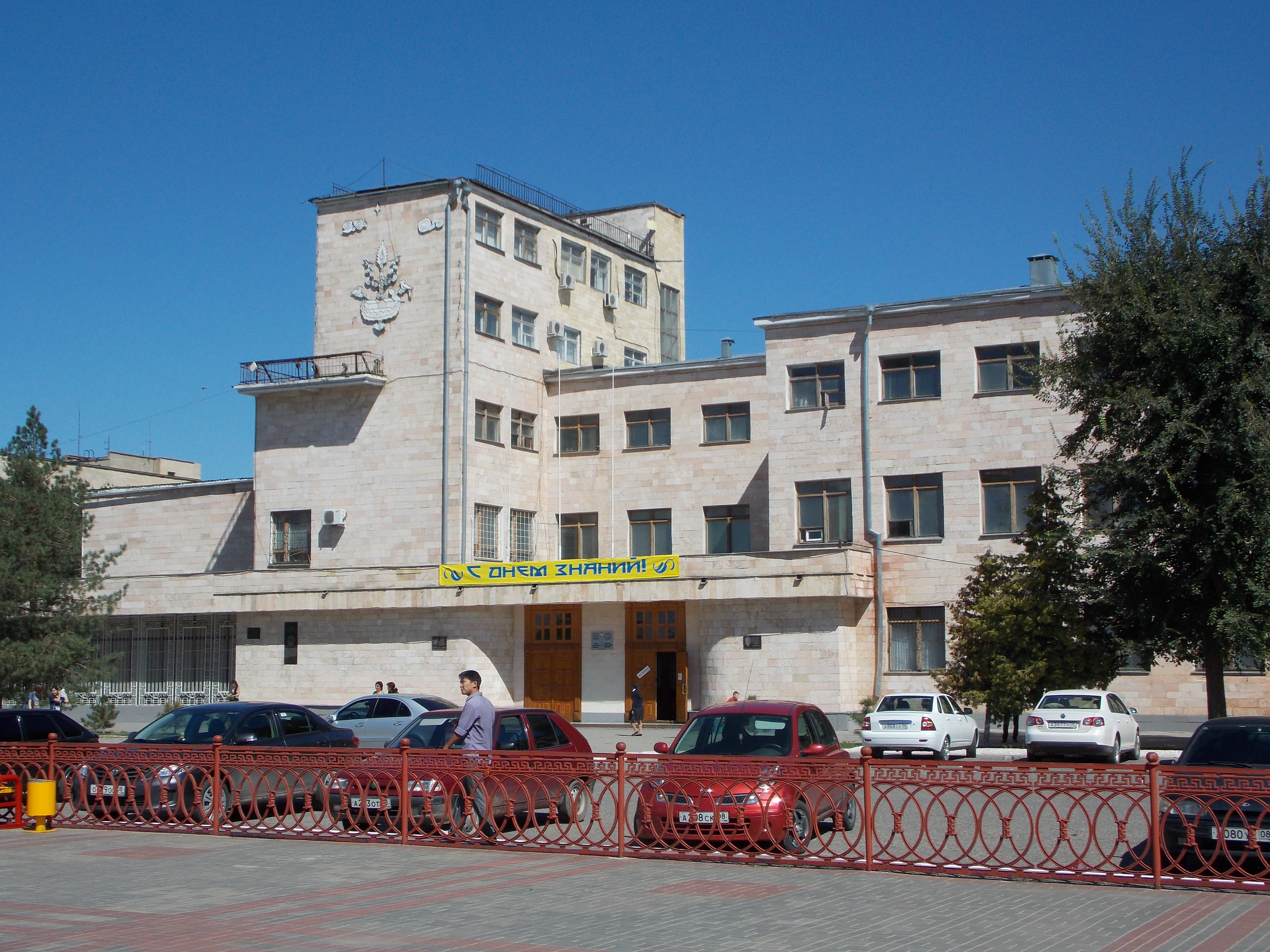
Дом советов — 1-й корпус КГУ

Площадь Ленина как городская площадь начала формироваться ещё в тридцатых годах прошлого столетия, однако современный ансамбль площади сформировался сравнительно недавно.
В ноябре 1932 года на площади Ленина появился Дом Советов — главное здание республики, возведение которого было приурочено к 15-й годовщине Октябрьской революции. Здесь разместились все правительственные учреждения (сейчас в здании расположен первый корпус Калмыцкого государственного университета). Дом Советов в Элисте был спроектирован советскими архитекторами И. А. Голосовым и Б. Миттельманом, главный инженер архитектурного здания — С. Прохоров. В период оккупации Элисты, здание пострадало в результате пожара. В 1943 году на здании было поднято Красное знамя в честь освобождения столицы Калмыкии от немецких захватчиков.
В 1959 году на площади имени В. И. Ленина появилось новое пятиэтажное здание Дома Советов, а старое восстановлено и в 1960 году передано Калмыцкому государственному университету. В декабре 1974 года зданию был присвоен статус памятника архитектуры.
В апреле 1970 года (к столетию со дня рождения) в центре площади был установлен памятник Ленину. В настоящее время памятник расположен в глубине площади, возле Зала заседаний Дома правительства Республики Калмыкия. Перенесён на новое место в 2004 году (по другим данным — в 2005 году).
В сентябре 2006 года, к очередному Дню города, на площади были установлены Пагода Семи Дней и фонтан «Три лотоса». Авторы архитектурного комплекса — А. Н. Босчаев, О. Б. Гецилова, В. Б. Кокушева, В. Б. Ошпанова и скульптор Н. Галушкин.
Южными воротами площади служит скромная Триумфальная Арка. Возведение данного архитектурного ансамбля было приурочено к двухсотлетию победы над Наполеоном Бонапартом и вхождению калмыков в Париж.

## Галерея

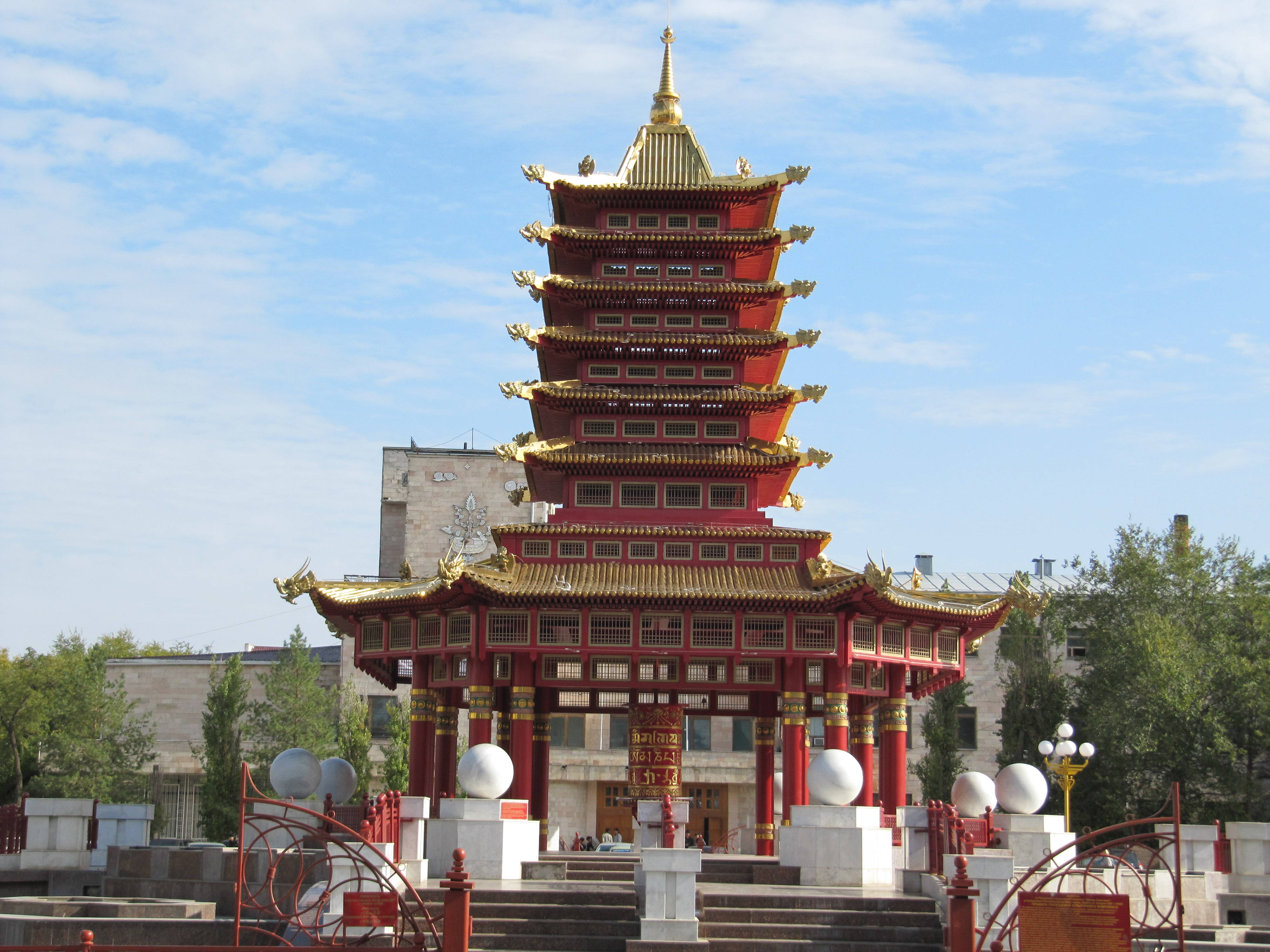
Пагода Семи Дней
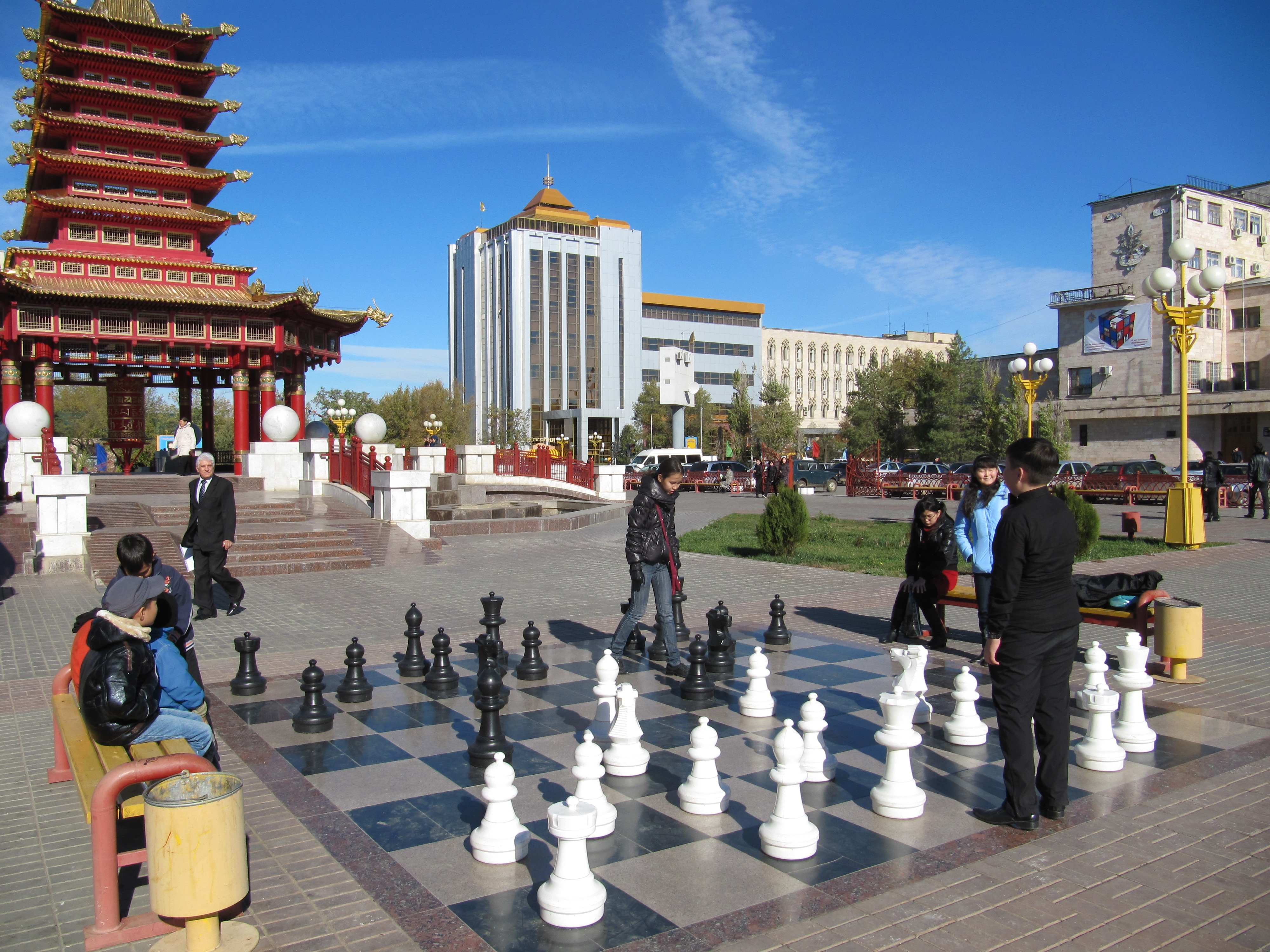
Шахматы на площади Ленина
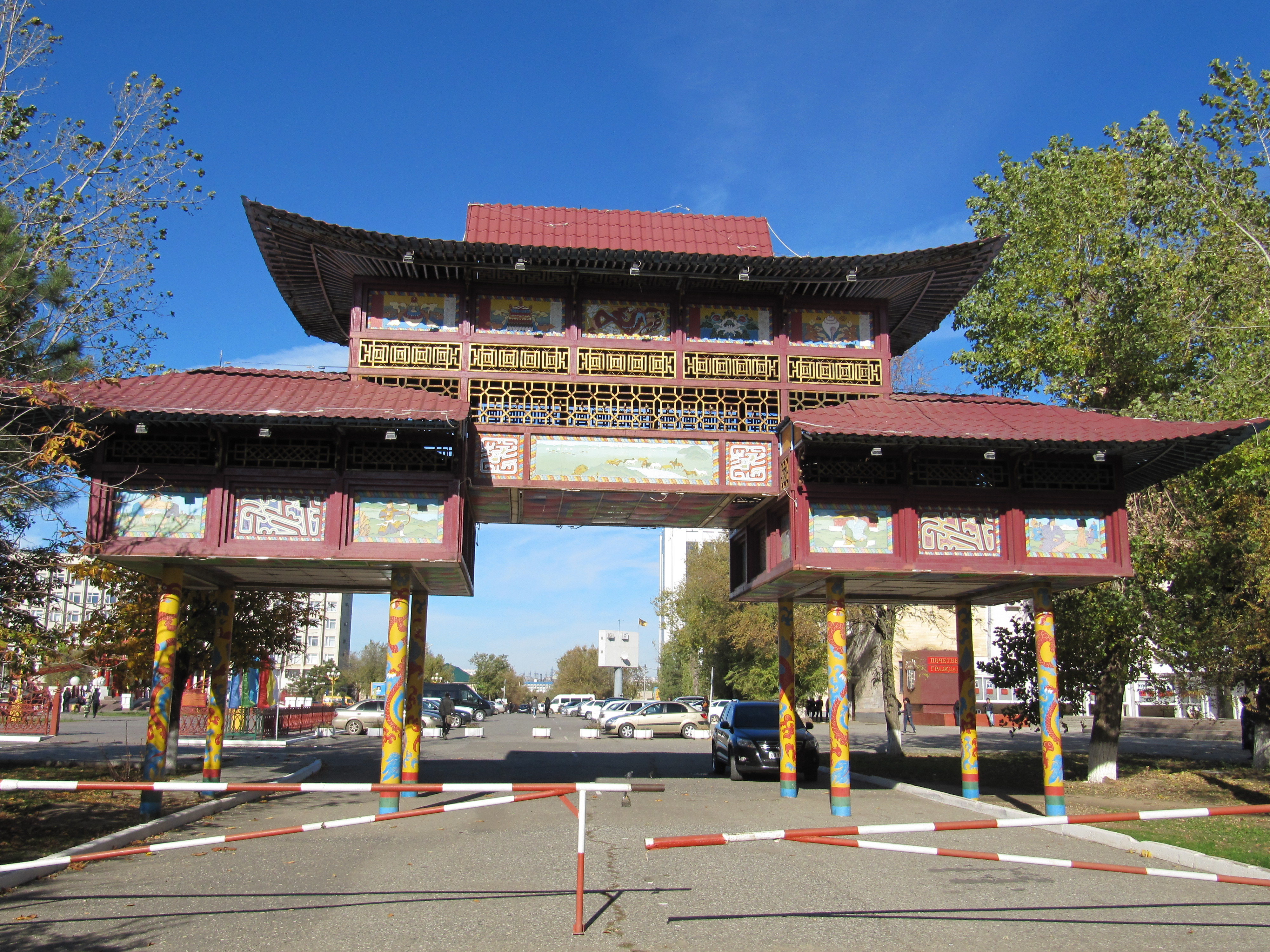
Южные ворота площади
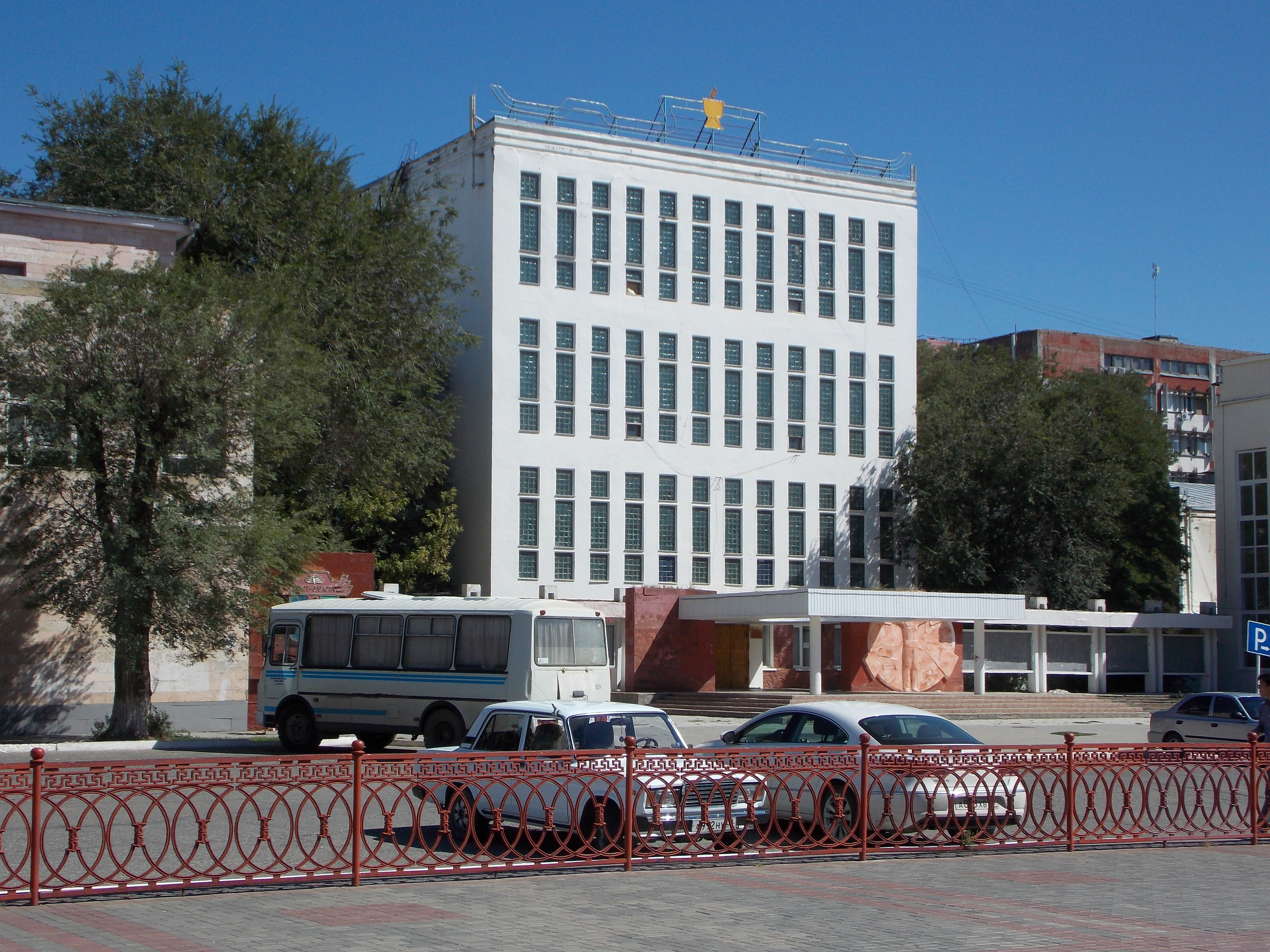
Национальный архив (Пушкина, 9А)